# Qūlān
Qūlān (persiska: قولان, غُّلَن, قُلان) är en ort i Iran.   Den ligger i provinsen Östazarbaijan, i den nordvästra delen av landet, 600 km nordväst om huvudstaden Teheran. Qūlān ligger 496 meter över havet och antalet invånare är 491.
Terrängen runt Qūlān är bergig västerut, men österut är den kuperad. Qūlān ligger nere i en dal. Runt Qūlān är det ganska glesbefolkat, med 27 invånare per kvadratkilometer. Närmaste större samhälle är Oshtūbīn, 8,7 km sydost om Qūlān. Trakten runt Qūlān består i huvudsak av gräsmarker.